# Frankenstraße (Stralsund)
Die Frankenstraße ist eine als Stadtstraße angelegte Straße in Stralsund. Sie liegt im Stadtgebiet Altstadt und führt vom Neuen Markt an der Ecke Marienchorstraße in östlicher Richtung Hafen bis zur Wasserstraße und der Straße Bei der Heilgeistkirche in der Nähe des Hafens. Die Badstüberstraße kreuzt die Frankenstraße. Von der Frankenstraße ab gehen die Straße Lobshagen, die Judenstraße, der Fischergang, die Unnütze Straße, die Blauturmstraße, die Jacobiturmstraße, die Straße Priegnitz und die Jacobichorstraße.

## Geschichte

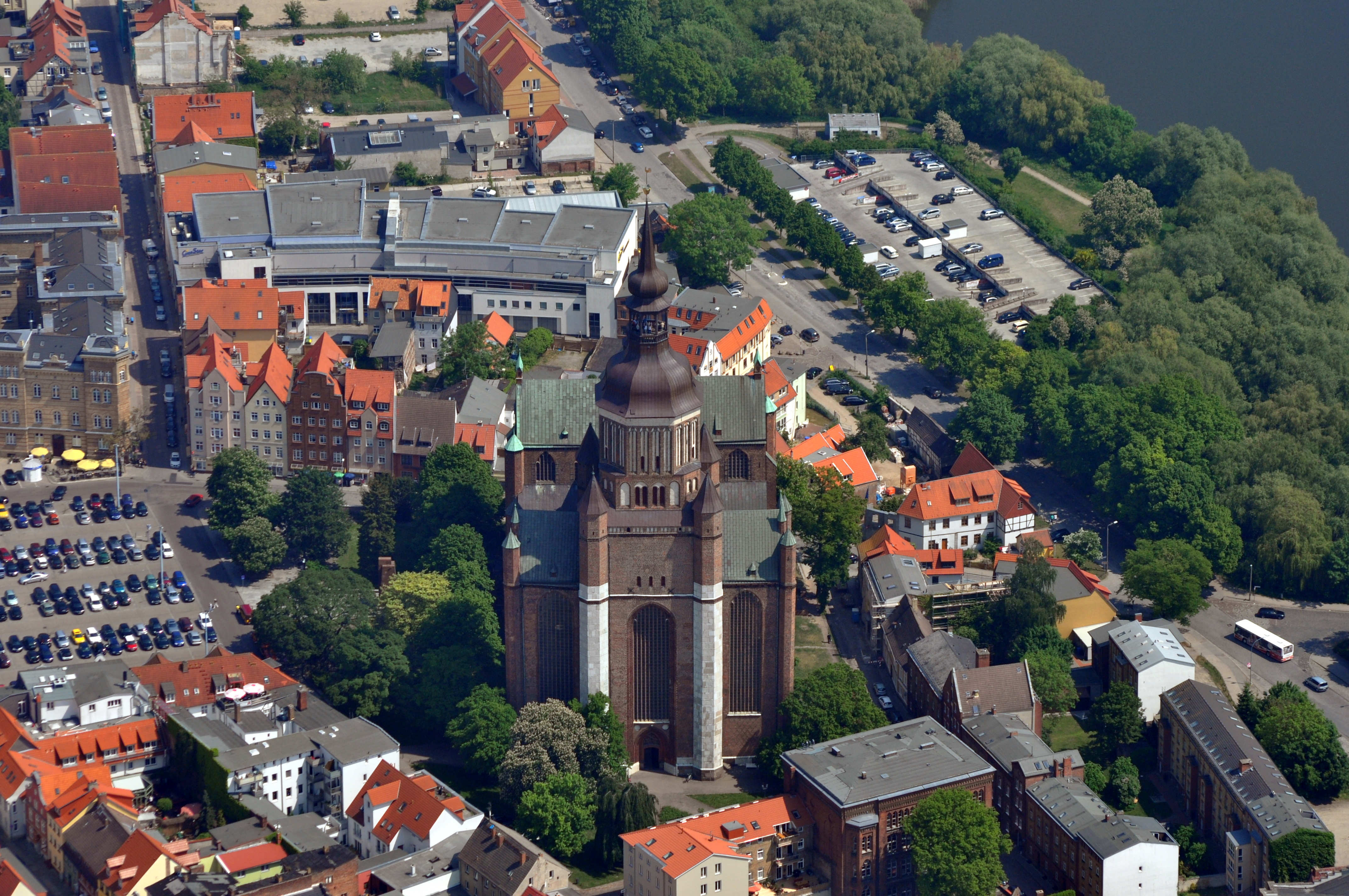
Die Frankenstraße links im Bild, vom Neuen Markt abgehend (2011)

Die Straße wurde in der zweiten Hälfte des 13. Jahrhunderts in der damaligen Neustadt Stralsunds planmäßig angelegt. Die Bürgersteige aus Granitplatten sowie das Straßenpflaster stammen aus der Zeit um 1850. Die heutige Nummerierung besteht seit dem 19. Jahrhundert.
Namensgeber für die Straße war die Kaufmannsfamilie Vranco; 1263 ist ein Ratsherr Vranco urkundlich belegt. Der Name taucht im ältesten Stadtbuch (1270–1310) auf. Dietmar Wetzel führt die Herkunft des Namens auf die alt- und mittelhochdeutsche Übersetzung des pomoranischen Namens „Woloini“ bzw. „Wolonje“, was auf Deutsch „die Freien“ bedeutet, zurück.
Die Straße liegt im Kerngebiet des seit 2002 als UNESCO-Welterbe anerkannten Gebietes Historische Altstädte Stralsund und Wismar. Nach dem Beitritt der DDR zur Bundesrepublik Deutschland wurden durch Städtebaufördermittel und private Investitionen viele der historisch und denkmalpflegerisch wertvollen Häuser saniert.

## Häuser in der Frankenstraße
Die Häuser mit den Hausnummern 1 bis 48 stehen in der Frankenstraße, vom Neuen Markt in Richtung Osten, zur Wasserstraße, gesehen, rechts, die übrigen aufgeführten Häuser mit der Nummer 49 bis 81 auf der linken Straßenseite.
Die Denkmalliste Stralsunds von 1999 weist für die Frankenstraße 41 denkmalgeschützte Bauwerke (Nr. 215 bis 254 der Liste) aus, darunter zahlreiche Giebelhäuser. Bei den Baudenkmalen handelt es sich um die Häuser Frankenstraße 3, Frankenstraße 6, Frankenstraße 9 (Schiffercompagnie), Frankenstraße 11, Frankenstraße 12, Frankenstraße 17, Frankenstraße 18, Frankenstraße 19, Frankenstraße 20, Frankenstraße 21, Frankenstraße 28, Frankenstraße 29, Frankenstraße 30, Frankenstraße 31, Frankenstraße 32, Frankenstraße 33, Frankenstraße 34/35, Frankenstraße 36, Frankenstraße 37, Frankenstraße 38 (Frankenwall 7), Frankenstraße 39, Frankenstraße 40, Frankenstraße 41, Frankenstraße 42, Frankenstraße 43, Frankenstraße 44, Frankenstraße 45, Frankenstraße 46, Frankenstraße 47, Frankenstraße 48, Frankenstraße 49, Frankenstraße 50, Frankenstraße 51, Frankenstraße 52, Frankenstraße 57, Frankenstraße 60, Frankenstraße 61, Frankenstraße 62, Frankenstraße 63 a, Frankenstraße 71 und Frankenstraße 75.
| Haus- nr. | Anmerkung | Beudenkmal Nr. | Bild |
| --------- | --- | -------------- | ---- |
| 01        | | –              |      |
| 1–2       | Das Wohn- und Geschäftshaus steht an der Ecke der Frankenstraße zum Neuen Markt. Es wurde nach 1990 errichtet. | –              |      |
| 03        | Das zweigeschossige Backsteingebäude wurde im Mittelalter als Traufenhaus errichtet und 1986–1989 stark erneuert. Das Erdgeschoss weist drei große, rundbogige und weiß verputzte Blendarkaden auf, deren mittlere die Tür enthält. Über einem weiß verputzten Querstreifen befinden sich im Obergeschoss acht rundbogige Luken, die zum Teil Fenster aufweisen. Das Dachgeschoss ist ausgebaut. Zur Hofseite weist das Haus segmentbogige Blendarkaden auf. siehe Frankenstraße 3 | 215            |      |
| 4–5       | | –              |      |
| 06        | Der dreigeschossige Putzbau steht an der Ecke zur Straße Lobshagen. Er wurde in der zweiten Hälfte des 18. Jahrhunderts errichtet. Die geschnitzte Holztür stammt vom Anfang des 19. Jahrhunderts. siehe Frankenstraße 6 | 216            |      |
| 07        | Auf dem Gelände des 1912 als „Union-Theater“ und später als „Foyer-Kino UT“ betriebenen Kinos, das Ende der 1980er Jahre nur mehr eine Ruine war, wurde in den 1990er Jahren das Gebäude des Cinestar-Kinos errichtet. | –              |      |
| 09        | Das Haus mit der Straßennummer 9 wurde im Mittelalter errichtet und gehört seit 1635 der Schiffercompagnie. Im Jahr 1828 wurde das Gebäude in seine heutige Gestalt gebracht. Das rot verputzte Giebelhaus ist zweigeschossig angelegt, der mit Gurtgesimsen und Segmentbogenluken gegliederte Giebel dreigeschossig. Über dem Portal steht in goldenen Lettern „Schiffer.Stiftung.Haus“, die Fensterscheiben sind bunt verziert. Auf der Hofseite wurde 1829 ein Kemladen für Schifferwitwen angebaut. siehe Frankenstraße 9 | 217            |      |
| 10        | | –              |      |
| 11        | Das zweigeschossige Traufenhaus mit steilem Satteldach wurde im Jahr 1754 errichtet. Das Erdgeschoss ist mit Putzbänderung verziert und weist eine barocke Haustür mit Rautengliederung auf, zu der vier Stufen führen. siehe Frankenstraße 11 | 218            |      |
| 12        | Das zweigeschossige, dreiachsige Giebelhaus stammt aus der zweiten Hälfte des 15. Jahrhunderts. Es wurde als Backsteinbau mit Pfeilergiebel errichtet; im 17. und 18. Jahrhundert wurde es umgestaltet und die Fassade bis auf die Pfeiler im Giebel verputzt. Zur Hofseite besitzt das Haus einen blendengegliederten Giebel. Durch den Abbruch des östlichen Nachbarhauses ist an der Seite des Gebäudes eine Brandmauer mit geschossweise angeordneten Blenden sichtbar. Der Hof des Gebäudes beherbergt die 1894 errichtete Kapelle der Apostolischen Kirchgemeinde. siehe Frankenstraße 12 | 219            |      |
| 17        | Das Haus Frankenstraße 17 stand als Nummer 219 auf der Stralsunder Denkmalliste. Es handelte sich um einen dreieinhalbgeschossigen, dreiachsigen Putzbau aus der Mitte des 19. Jahrhunderts, der im Kern weit älter war. Von diesem Haus stehen nur mehr die Grundmauern. siehe Frankenstraße 17 | 220            |      |
| 18        | Das aus dem 18. Jahrhundert stammende Traufenhaus wurde 1856 umgestaltet. Es ist ein zweigeschossiger, fünfachsiger Putzbau mit mittigem Korbbogenportal. siehe Frankenstraße 18 | 221            |      |
| 19        | Das schmale Haus mit der Hausnummer 19 wurde im 18. Jahrhundert errichtet. Es ist dreigeschossig ausgeführt mit einem rundbogigen Portal. Die Geschosse werden in der Fassade durch Gesimse getrennt. siehe Frankenstraße 19 | 222            |      |
| 20        | Die beiden 1878 errichteten Eckhäuser Nr. 20 und Nr. 21 sind nahezu gleich gestaltet. Es sind dreieinhalbgeschossige Putzbauten mit abgeschrägter Eckachse, die jeweils einen Ladeneingang aufweisen. Zwischen den beiden Häusern mündet der Fischergang in die Frankenstraße. siehe Frankenstraße 20 | 223            |      |
| 21        | Die beiden 1878 errichteten Eckhäuser Nr. 20 und Nr. 21 sind nahezu gleich gestaltet. Es sind dreieinhalbgeschossige Putzbauten mit abgeschrägter Eckachse, die jeweils einen Ladeneingang aufweisen. Zwischen den beiden Häusern mündet der Fischergang in die Frankenstraße. siehe Frankenstraße 21 | 224            |      |
| 28        | Das in Backstein ausgeführte, eingeschossige Giebelhaus stammt aus dem 14. Jahrhundert. Bei einer Sanierung 1974–1976 mit privaten Mitteln wurde das zuvor mehrfach veränderte Haus wieder nahezu in seiner ursprünglichen Form gestaltet. Über dem vierachsigen Erdgeschoss erhebt sich ein Staffelgiebel mit sechs zweiteiligen Spitzbogenblenden. Zum Hof hin sind ein Luchtfenster sowie darüber ein Giebel mit fünf Reihen Spitzbogenluken erhalten. Im Inneren des Besuchern offenstehenden Erdgeschosses sind das ursprüngliche, auf einem Hausbaum errichtete Gerüst des Hauses sowie ein Aufzugrad sichtbar. Im Jahr 1687 wurde in die Diele eine barocke Galerie eingefügt. Das Haus kann besichtigt werden. siehe Frankenstraße 28 | 225            |      |
| 29        | Das verputzte Giebelhaus, ursprünglich ein mittelalterlicher Backsteinbau, wurde 1734 und in der zweiten Hälfte des 19. Jahrhunderts verändert und in seine heutige Form gebracht. Das zweieinhalbgeschossige, vierachsige Gebäude zeigt zur Frankenstraße hin einen zweigeschossigen Schweifgiebel. Von der ersten Umgestaltung zeugt die Jahreszahl in der Fassade. Im Eingang sind noch Reklametafeln der einst hier ansässigen Holz- und Kohlenhandlung Paul Schröder erhalten. siehe Frankenstraße 29 | 226            |      |
| 30        | Das Haus Frankenstraße 30 verfügt über einen mittelalterlichen Kern, wurde jedoch mehrfach umgestaltet. Der barocke Schweifgiebel und das Korbbogenportal stammen aus der Zeit um 1700; in der zweiten Hälfte des 19. Jahrhunderts wurde das Gebäude nochmals umgestaltet und zeigt sich heute als viergeschossiger Putzbau. Im Haus ist der Hausbaum erhalten. Vor dem Haus erinnern Stolpersteine an die Familie Fliesswasser. siehe Frankenstraße 30 | 227            |      |
| 31        | Der zweieinhalbgeschossige, dreiachsige Putzbau wurde im Mittelalter errichtet und später umgestaltet, dabei erhielt es in der ersten Hälfte des 18. Jahrhunderts seinen Schweifgiebel. Ein weiterer Umbau erfolgte im frühen 19. Jahrhundert. Die Putzfassade enthält Werbung der Stralsunder Brauerei (SB) bzw. Stralsunder Vereinsbrauerei (VB). siehe Frankenstraße 31 | 228            |      |
| 32        | Das über einen mittelalterlichen Kern verfügende Haus wurde in der zweiten Hälfte des 18. Jahrhunderts in seine heutige Form gebracht. Es handelt sich um ein zweieinhalbgeschossiges, dreiachsiges Giebelhaus. Auffällig ist der vom Erdgeschoss mit seinem gerahmten Portal bis in den geschweiften Giebel gezogene Mittelrisalit. siehe Frankenstraße 32 | 229            |      |
| 33        | Der dreigeschossige und dreiachsige Putzbau aus dem späten 18. Jahrhundert weist einen älteren Kern auf. Stuckreliefs zwischen erstem und zweitem Obergeschoss zeigen Füllhörner und Anker. siehe Frankenstraße 33 | 230            |      |
| 34–35     | Der zweieinhalbgeschossige, fünfachsige Putzbau mit Dreiecksgiebel ist im Kern mittelalterlich, wurde aber in der zweiten Hälfte des 18. Jahrhunderts in seine heutige Form gebracht und 1892 durch einen östlichen Anbau erweitert. 1996–1997 wurde das Haus saniert. siehe Frankenstraße 34/35 | 231            |      |
| 36        | Das im 14. Jahrhundert errichtete, dreigeschossige Backsteingebäude besitzt eine zur östlich vom Haus in die Frankenstraße einmündenden Straße Priegnitz gelegene Giebelwand mit gestaffelten Spitzbogenblenden. Die zur Frankenstraße gelegene Fassade des Eckhauses wurde später erneuert und als Putzbau ausgeführt. siehe Frankenstraße 36 | 232            |      |
| 37        | Das Eckhaus, das östlich von der in die Frankenstraße einmündenden Straße Priegnitz liegt, wurde Mitte des 19. Jahrhunderts als dreigeschossiger Putzbau errichtet. Die dreiachsige Fassade zeigt zur Frankenstraße hin Gurtgesimse, Fensterverdachungen und ein Ornamentfries unter dem vorkragenden Hauptgesims. siehe Frankenstraße 37 | 233            |      |
| 38        | Die tatsächlich nicht mehr vergebene Hausnummer 38 wird zur Beschreibung des ebenfalls unter Denkmalschutz stehenden Gebäudes mit dem Eingang im Frankenwall Nr. 7 verwendet. Die katholische Pfarrkirche Hl. Dreifaltigkeit hatte ihre Eingangsfront ursprünglich in der Frankenstraße; bei einem Umbau 1966/67 wurde die Front vermauert und der Eingang verlegt. siehe Frankenstraße 38 | 258            |      |
| 39        | Das aus dem Jahr 1748 stammende Traufenhaus mit Putzfassade ist siebenachsig mit dreieinhalb Geschossen ausgeführt. Mittig angeordnet ist das Portal in einer Korbbogennische. Das östlich der katholischen Kirche gelegene Haus beherbergt das katholische Pfarramt. siehe Frankenstraße 39 | 234            |      |
| 40        | Das zweigeschossige, vierachsige Giebelhaus wurde wahrscheinlich im 17. Jahrhundert errichtet. Die Gliederung der Fassade wurde im unteren Teil in der zweiten Hälfte des 19. Jahrhunderts verändert. Auf dem Dreiecksgiebel thront eine geschweifte Bekrönung. siehe Frankenstraße 40 | 235            |      |
| 41        | Das mit einem Mansarddach ausgestattete Haus wurde 1781 als dreigeschossiger, sechsachsiger Putzbau errichtet. Die Fenster sind mit Fachen versehen, die Gebäudekanten genutet. Die zweiflüglige Haustür in der korbbogigen Portalnische ist original erhalten. siehe Frankenstraße 41 | 236            |      |
| 42        | Das zweigeschossige, dreiachsige Giebelhaus wurde 1736 verändert, Fassade erneuert. Die Gebäudekanten wurden genutet, eine korbbogige Portalnische dazu gefügt. Der über dem kräftigen Hauptgesims befindliche Schweifgiebel wurde 1910 zu Wohnzwecken ausgebaut. Der zum Hof gelegene Giebel stammt vom Kernbau aus dem 16. Jahrhundert. siehe Frankenstraße 42 | 237            |      |
| 43        | Das zweigeschossige Traufenhaus wurde wahrscheinlich in der ersten Hälfte des 19. Jahrhunderts errichtet; es besitzt einen mittelalterlichen Kern. Vermutlich Mitte des 19. Jahrhunderts wurde östlich ein zweigeschossiger Putzbau angefügt. siehe Frankenstraße 43 | 238            |      |
| 43 a      | | –              |      |
| 44        | Der Putzbau, der 1867 um ein Geschoss aufgestockt wurde, war 1748 als zweigeschossiges, dreiachsiges Traufenhaus errichtet worden. Im Jahr 1869 wurde ein westlicher Anbau hinzugefügt. siehe Frankenstraße 44 | 239            |      |
| 45        | Das 1732 als zweigeschossiges Traufenhaus errichtete Gebäude wurde in der zweiten Hälfte des 19. Jahrhunderts um ein Geschoss aufgestockt. Im selben Jahr wurde die Fassade des dreiachsigen Putzbaus so gegliedert, wie sie heute zu sehen ist. siehe Frankenstraße 45 | 240            |      |
| 46        | Das Eckhaus wurde Ende des 18. Jahrhunderts als zweigeschossiges Traufenhaus errichtet. Im Jahr 1873 wurde ein Geschoss aufgestockt und die Fassade umgestaltet. Das Erdgeschoss weist eine Putznutung und ein in einer Korbbogennische ausgeführtes Portal auf. siehe Frankenstraße 46 | 241            |      |
| 46 a      | | –              |      |
| 47        | Das dreigeschossige, vierachsige Haus wurde Mitte des 19. Jahrhunderts errichtet. Die Putzfassade weist Gurtgesimse, Rankenfries über dem Erdgeschoss und ein Hauptgesims mit Konsolen auf. siehe Frankenstraße 47 | 242            |      |
| 48        | Das östlich der hier in die Frankenstraße mündenden Badstüberstraße gelegene Eckhaus ist ein 1913 errichteter, dreigeschossiger Putzbau. Die Eckachse ist abgeschrägt und weist eine Tür auf. Das Erdgeschoss ist gebändert gestaltet, zwischen den Geschossen weist die Fassade flache Putzbänder auf. Im Dachgeschoss ist ein dreieckiges Zwerchhaus. siehe Frankenstraße 48 | 243            |      |
| 49        | Westlich der hier in die Frankenstraße mündenden Badstüberstraße steht ein dreiachsiger Putzbau aus dem Jahr 1785. Das als zweigeschossiges Traufenhaus errichtete Gebäude wurde 1874–1875 um ein Vollgeschoss und ein Halbgeschoss erhöht. Eine original erhaltene Rokoko-Tür ist in ein korbbogiges Portal eingefügt. Die Fassade trägt die Jahreszahl 1785. siehe Frankenstraße 49 | 244            |      |
| 50        | Mitte des 18. Jahrhunderts wurde dieses Gebäude als zweigeschossiges Traufenhaus errichtet. Im Jahr 1866 wurden eineinhalb Geschosse aufgesetzt und die Fassade erneuert. Sie weist ein Rankenfreis über dem Erdgeschoss auf und die Werbeinschrift „Wilh. Schütt Sattler & Tapezier.“. Fünf Stufen führen zu der original erhaltenen Haustür. siehe Frankenstraße 50 | 245            |      |
| 51        | Das zweigeschossige und dreiachsige Giebelhaus wurde in der zweiten Hälfte des 18. Jahrhunderts errichtet; der Kern ist jedoch weit älter. Die 1964 erneuerte Fassade weist einen Schweifgiebel mit Dreieckaufsatz auf; in diesen ist ein Stuckrelief mit der Taube des Hl. Geistes eingefügt. Eine zweiflügelige Rokoko-Haustür ist in eine tiefe, korbbogige Portalnische eingefügt. Ende des Jahres 1933 hatte hier Pepi Schnauzer eine Altwarenhandlung für Textilien und Schuhe eröffnet. siehe Frankenstraße 51 | 246            |      |
| 52        | Das Haus wurde in der zweiten Hälfte des 18. Jahrhunderts als zweigeschossiges, dreiachsiges Traufenhaus errichtet. Im Jahr 1903 wurde auf den Putzbau ein Geschoss aufgesetzt. siehe Frankenstraße 52 | 247            |      |
| 53        | | –              |      |
| 54        | | –              |      |
| 55        | | –              |      |
| 56        | im Bau | –              |      |
| 57        | Das Gebäude aus Backstein erstreckt sich von der Frankenstraße hin zur parallelen Langenstraße. Es entstand während der zweiten Hälfte des 19. Jahrhunderts. Bauherr und Besitzer war die Pommersche Eisengießerei und Maschinenbau-Actien-Gesellschaft (PEMAG). Es ist eines der frühesten, zur Industriearchitektur zu rechnenden Bauwerke in Stralsund. Der östliche Teil des Komplexes wurde 1889 errichtet. Der zweieinhalbgeschossige Bau weist flache, übergiebelte Seitenrisalite auf. Das Stic-er-Theater betreibt hier seine Bühne. siehe Frankenstraße 57 | 248            |      |
| 57 a      | Das Gebäude aus Backstein erstreckt sich von der Frankenstraße hin zur parallelen Langenstraße. Es entstand während der zweiten Hälfte des 19. Jahrhunderts. Bauherr und Besitzer war die Pommersche Eisengießerei und Maschinenbau-Actien-Gesellschaft (PEMAG). Es ist eines der frühesten zur Industriearchitektur zu rechnenden Bauwerke in Stralsund. Der westlich gelegene Teil des Gebäudekomplexes entstand 1872; das dreigeschossige, neunachsige Gebäude wurde mit roten und gelben Ziegeln gestaltet. Die Fenster im Erdgeschoss und im zweiten Obergeschoss sind mit Segmentbögen, die Fenster im ersten Obergeschoss mit Rundbögen geschlossen.                                                                                   | –              |      |
| 58        | | –              |      |
| 59        | | –              |      |
| 60        | In der zweiten Hälfte des 19. Jahrhunderts wurde dieser dreigeschossige, vierachsige Putzbau mit Mansarddach errichtet. Der Eingang in der dritten Achse weist eine kräftige Rahmung und eine zweiflügelige, geschnitzte Tür aus der Zeit um 1830 auf. siehe Frankenstraße 60 | 249            |      |
| 61        | Das zweigeschossige, zehnachsige Gebäude aus gelben und roten Ziegeln wurde im Jahr 1880 durch die Pommersche Eisengießerei auf einem im selben Jahr von der Stralsunder Zuckerfabrik erworbenen Grundstück errichtet. Der Gebäudekomplex erstreckt sich bis zur parallel verlaufenden Langenstraße. Im Gebäude ist das Stic-er Theater ansässig, ebenso die „Alte Eisengießerei“, ein Veranstaltungsort. siehe Frankenstraße 61 | 250            |      |
| 62        | Dieses dreigeschossige, fünfachsige Traufenhaus stammt aus dem dritten Viertel des 19. Jahrhunderts. Die Fassade ist neoklassizistisch geformt. siehe Frankenstraße 62 | 251            |      |
| 63 a      | Das viergeschossige Eckhaus westlich der hier in die Frankenstraße einmündenden Jacobiturmstraße wurde 1910/11 errichtet. Die Fassade ist größtenteils verputzt und mit hellen Klinkern gestaltet. Über der abgeschrägten Eckachse ist ein Giebel ausgeführt. siehe Frankenstraße 63 a | 252            |      |
| 64        | Das Wohnhaus wurde im Jahr 2007 errichtet. Die Planung und Durchführung lag bei Reimann Gonseth Architekten. | –              |      |
| 69        | | –              |      |
| 70        | In diesem Haus betrieb Malka Fliesswasser ein An- und Verkaufsgeschäft, bis sie deportiert und das Haus, das Osias Fließwasser gehörte, im Zuge der „Arisierung“ abgewickelt. Vor dem Haus erinnern Stolpersteine an die Familie Fliesswasser. | –              |      |
| 71        | Das westlich der hier in die Frankenstraße einmündenden Unnützen Straße gelegene Eckhaus wurde Mitte des 18. Jahrhunderts errichtet. Das zweigeschossige, verputzte Traufenhaus ist an der Seitenfront in Fachwerk ausgeführt. siehe Frankenstraße 71 | 253            |      |
| 74        | | –              |      |
| 75        | Das zweigeschossige Doppelhaus wurde in der zweiten Hälfte des 19. Jahrhunderts in mehreren Bauabschnitten errichtet. Der östliche, fünfachsige Teil des Komplexes entstand um 1860 und wurde 1903 mit drei Gauben versehen. siehe Frankenstraße 75 | 254            |      |
| 75 a      | Das zweigeschossige Doppelhaus wurde in der zweiten Hälfte des 19. Jahrhunderts in mehreren Bauabschnitten errichtet. Der westliche, dreiachsige Putzbau wurde 1866 als eingeschossiges Gebäude errichtet und 1895 um ein Obergeschoss ergänzt. | –              |      |
| 76        | | –              |      |
| 77        | | –              |      |
| 78        | | –              |      |
| 81        | Wohn- und Geschäftshaus, Neubau nach 1990. Das Grundstück wurde 1939 im Zuge der „Arisierung“ enteignet; Hauseigentümerin von 1935 bis dahin war Regina Pila, deren Familie hier zunächst ein Konfektions- und Schuhwarengeschäft und zuletzt einen An- und Verkauf betrieben hatte. Friseurmeister Paul Rühr erwarb das Haus für 7.000 RM | –              |      |